# 집단유전학

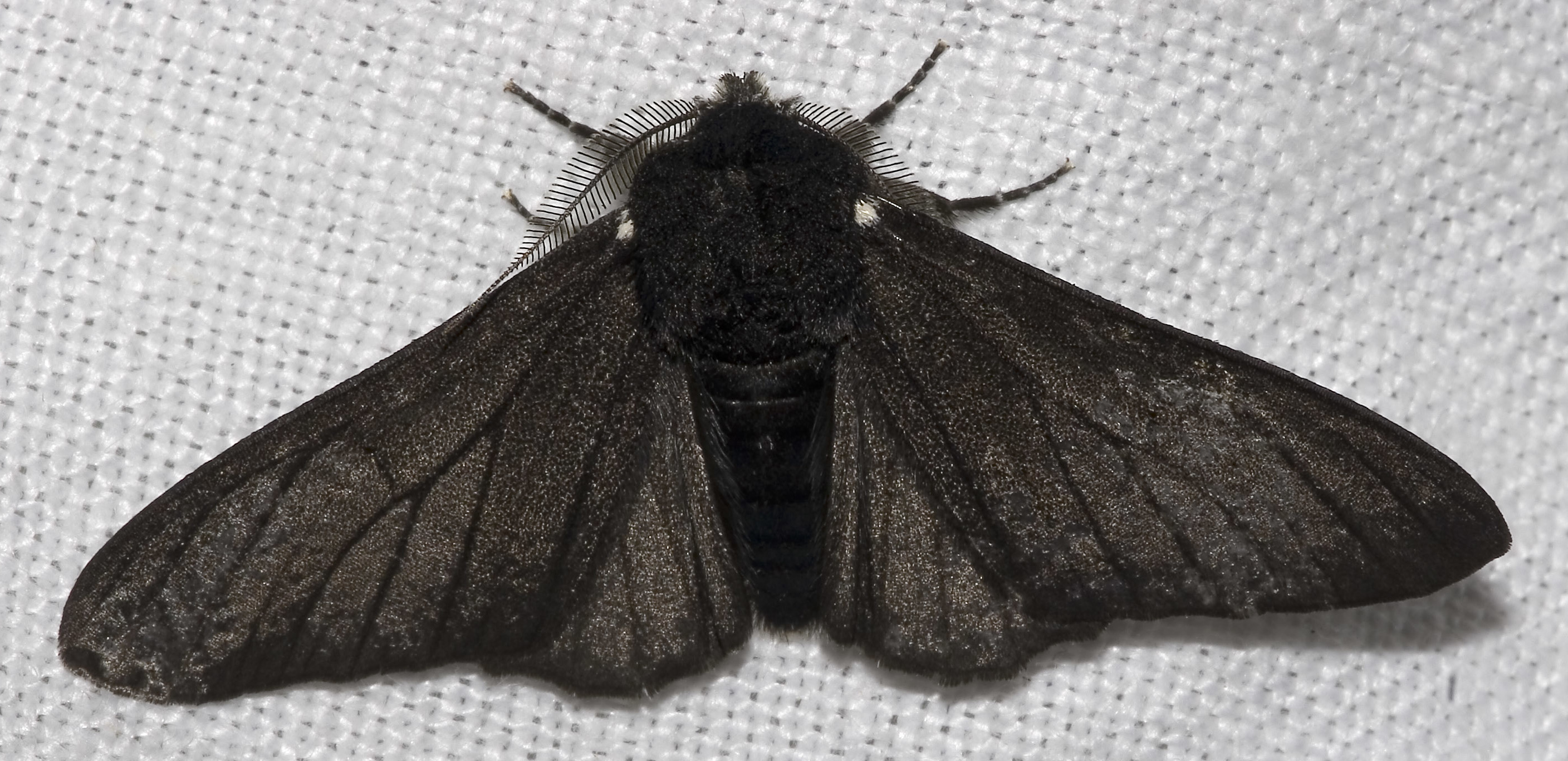

집단 유전학(population genetics)은 집단으로서 나타내는 유전형질들의 분포, 유전, 질병 연관성등을 연구하는 유전학과 진화학의 한 분야이다. 개체군들에서 특정 유전형질의 빈도를 계산하고, 그 빈도의 변화와 진화의 속도를 연구한다. 집단 유전학에 사용되는 모델은 다양하며, 이는 방향성 선택과 분리성 선택과 같은 형태의 유전형질 빈도 변화를 예측할 수 있다.
집단 유전학은 현대 진화적 종합의 출현에 중요한 요소였다. 이 분야를 개척한 주요 인물로 시월 라이트, J. B. S. 홀데인 및 로널드 피셔가 있었으며 이들은 양적유전학 관련 분야의 토대를 마련했다. 고도의 수학적 학문인 현대 인구 유전학의 연구는 전통적으로 이론, 실험실 및 현장 작업을 포함한다. 인구 유전 모델은 DNA 시퀀스 데이터의 통계적 추론과 개념 증명/반증 모두에 사용된다.

## 같이 보기
- 생명과학
  - 진화
  - 진화생물학
  - 진화유전학
  - 집단유전체학
  - 창시자 효과
  - 병목 효과